# Soorts-Hossegor
Soorts-Hossegor [sɔʁts ɔsəgɔʁ], souvent appelée simplement Hossegor, est une commune française située dans le département des Landes en région Nouvelle-Aquitaine.
Elle est réputée pour ses spots de surf, tels que la Gravière.
Le gentilé est Hossegorien.

## Géographie

### Localisation
Soorts-Hossegor est une station balnéaire de la Côte d'Argent située en Maremne, entre la forêt des Landes et l'océan Atlantique, dans lequel se jettent le cours du Bourret et du Boudigau, vestige de l'ancien cours de l'Adour.

### Communes limitrophes
Les communes limitrophes sont Capbreton, Angresse et Seignosse.
|                  | Seignosse       |          |
| Océan Atlantique | Soorts-Hossegor | Angresse |
|                  | Capbreton       |          |

### Climat
Le climat qui caractérise la commune est qualifié, en 2010, de « climat océanique franc », selon la typologie des climats de la France qui compte alors huit grands types de climats en métropole. En 2020, la commune ressort du type « climat océanique » dans la classification établie par Météo-France, qui ne compte désormais, en première approche, que cinq grands types de climats en métropole. Ce type de climat se traduit par des températures douces et une pluviométrie relativement abondante (en liaison avec les perturbations venant de l'Atlantique), répartie tout au long de l'année avec un léger maximum d'octobre à février.
Les paramètres climatiques qui ont permis d’établir la typologie de 2010 comportent six variables pour les températures et huit pour les précipitations, dont les valeurs correspondent à la normale 1971-2000. Les sept principales variables caractérisant la commune sont présentées dans l'encadré ci-après.
| Paramètres climatiques communaux sur la période 1971-2000 - Moyenne annuelle de température : 13,7 °C - Nombre de jours avec une température inférieure à −5 °C : 1,2 j - Nombre de jours avec une température supérieure à 30 °C : 4,5 j - Amplitude thermique annuelle : 12,9 °C - Cumuls annuels de précipitation : 1 397 mm - Nombre de jours de précipitation en janvier : 13,4 j - Nombre de jours de précipitation en juillet : 8,3 j |

Avec le changement climatique, ces variables ont évolué. Une étude réalisée en 2014 par la Direction générale de l'Énergie et du Climat complétée par des études régionales prévoit en effet que la  température moyenne devrait croître et la pluviométrie moyenne baisser, avec toutefois de fortes variations régionales. La station météorologique de Météo-France installée sur la commune et mise en service en 1954 permet de connaître en continu l'évolution des indicateurs météorologiques. Le tableau détaillé pour la période 1991-2020 est présenté ci-après.
| Mois                                  | jan.          | fév.          | mars         | avril        | mai          | juin         | jui.         | août         | sep.        | oct.         | nov.         | déc.          | année      |
| ------------------------------------- | ------------- | ------------- | ------------ | ------------ | ------------ | ------------ | ------------ | ------------ | ----------- | ------------ | ------------ | ------------- | ---------- |
| Température minimale moyenne (°C)     | 4             | 3,9           | 6,2          | 8,5          | 11,9         | 15           | 17,1         | 17           | 14,1        | 11,2         | 7,2          | 4,8           | 10,1       |
| Température moyenne (°C)              | 8,2           | 8,8           | 11,4         | 13,6         | 16,9         | 19,8         | 21,8         | 22,2         | 19,6        | 16,2         | 11,5         | 8,9           | 14,9       |
| Température maximale moyenne (°C)     | 12,4          | 13,7          | 16,6         | 18,7         | 21,9         | 24,6         | 26,5         | 27,3         | 25,2        | 21,3         | 15,8         | 12,9          | 19,7       |
| Record de froid (°C) date du record   | −13,3 16.1985 | −12,9 03.1956 | −8 06.1971   | −2,7 13.1958 | 1 02.2016    | 5,1 02.1962  | 7,5 08.1954  | 8,3 30.1986  | 3,8 28.1972 | −0,9 25.2003 | −6,6 23.1988 | −10,2 25.1962 | −13,3 1985 |
| Record de chaleur (°C) date du record | 25 01.2022    | 29 27.2019    | 30,8 25.1955 | 34 30.2005   | 36,5 30.1996 | 42,4 18.2022 | 41,3 23.2019 | 41,5 11.2024 | 39 07.2016  | 35,8 02.2023 | 29 08.2015   | 24,2 04.1985  | 42,4 2022  |
| Précipitations (mm)                   | 120,5         | 91,1          | 83,8         | 94,5         | 85,8         | 76,2         | 60,2         | 64,9         | 97          | 114,6        | 169,9        | 123,3         | 1 181,8    |

## Urbanisme

### Typologie
Au 1er janvier 2024, Soorts-Hossegor est catégorisée petite ville, selon la nouvelle grille communale de densité à sept niveaux définie par l'Insee en 2022.
Elle appartient à l'unité urbaine de Capbreton, une agglomération intra-départementale regroupant deux  communes, dont elle est une commune de la banlieue,,. Par ailleurs la commune fait partie de l'aire d'attraction de Capbreton, dont elle est une commune du pôle principal,. Cette aire, qui regroupe 6 communes, est catégorisée dans les aires de moins de 50 000 habitants,.
La commune, bordée par l'océan Atlantique, est également une commune littorale au sens de la loi du 3 janvier 1986, dite loi littoral. Des dispositions spécifiques d’urbanisme s’y appliquent dès lors afin de préserver les espaces naturels, les sites, les paysages et l’équilibre écologique du littoral, tel le principe d'inconstructibilité, en dehors des espaces urbanisés, sur la bande littorale des 100 mètres, ou plus si le plan local d’urbanisme le prévoit.

### Occupation des sols

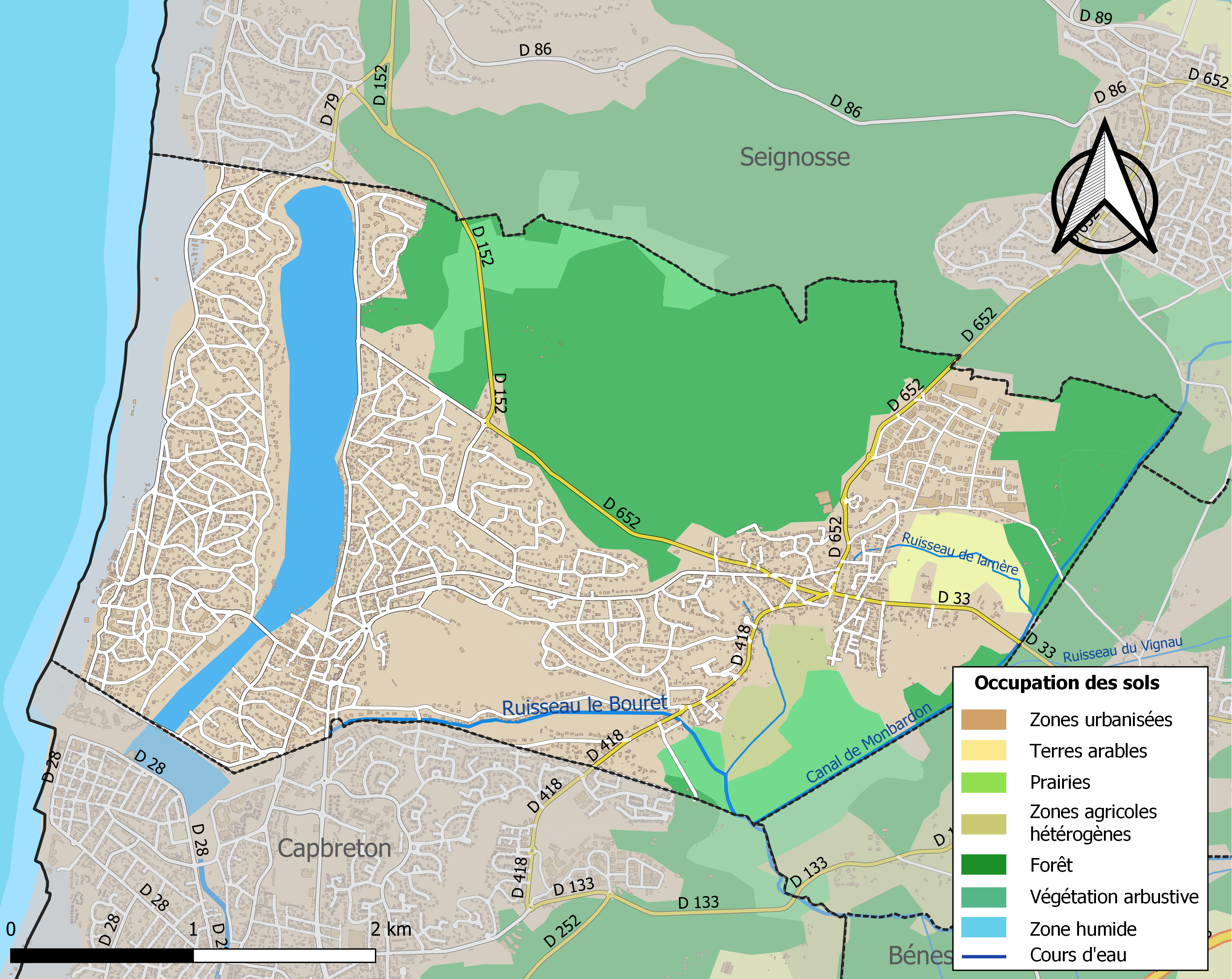
Carte des infrastructures et de l'occupation des sols de la commune en 2018 (CLC).

L'occupation des sols de la commune, telle qu'elle ressort de la base de données européenne d’occupation biophysique des sols Corine Land Cover (CLC), est marquée par l'importance des territoires artificialisés (54,5 % en 2018), en augmentation par rapport à 1990 (47,8 %). La répartition détaillée en 2018 est la suivante : zones urbanisées (44,6 %), forêts (27 %), eaux continentales (6,2 %), milieux à végétation arbustive et/ou herbacée (5,7 %), zones industrielles ou commerciales et réseaux de communication (4,9 %), espaces verts artificialisés, non agricoles (4,9 %), espaces ouverts, sans ou avec peu de végétation (2,9 %), terres arables (2 %), zones agricoles hétérogènes (1,8 %). L'évolution de l’occupation des sols de la commune et de ses infrastructures peut être observée sur les différentes représentations cartographiques du territoire : la carte de Cassini (XVIIIe siècle), la carte d'état-major (1820-1866) et les cartes ou photos aériennes de l'IGN pour la période actuelle (1950 à aujourd'hui).

### Voies de communication et transports
Hossegor est desservie par la gare TER de Labenne-Cap-Breton-Hossegor, (sur la ligne Bordeaux-Hendaye) relié, en quelques minutes, par navette d'autobus au centre-ville (cette liaison fut assurée de 1912 à 1957 par un tortillard de ligne locale). Hossegor est également reliée - en une demi-heure environ - par autocars à la gare TGV de Bayonne (Paris à 3 h 53 depuis l'été 2017).

### Risques majeurs
Le territoire de la commune de Soorts-Hossegor est vulnérable à différents aléas naturels : météorologiques (tempête, orage, neige, grand froid, canicule ou sécheresse), inondations, feux de forêts, mouvements de terrains et séisme (sismicité faible). Un site publié par le BRGM permet d'évaluer simplement et rapidement les risques d'un bien localisé soit par son adresse soit par le numéro de sa parcelle.
Certaines parties du territoire communal sont susceptibles d’être affectées par le risque d’inondation par submersion marine et par une crue à  débordement lent de cours d'eau, notamment le Bouret. La commune a été reconnue en état de catastrophe naturelle au titre des dommages causés par les inondations et coulées de boue survenues en 1988, 1999, 2009, 2014 et 2018 et au titre des inondations par remontée de nappe en 2014 et 2020,.
Soorts-Hossegor est exposée au risque de feu de forêt. Depuis le 20 avril 2016, les départements de la Gironde, des Landes et de Lot-et-Garonne disposent d’un règlement interdépartemental de protection de la forêt contre les incendies. Ce règlement vise à mieux prévenir les incendies de forêt, à faciliter les interventions des services et à limiter les conséquences, que ce soit par le débroussaillement, la limitation de l’apport du feu ou la réglementation des activités en forêt. Il définit en particulier cinq niveaux de vigilance croissants auxquels sont associés différentes mesures,.
Les mouvements de terrain susceptibles de se produire sur la commune sont un recul du trait de côte et de falaises et des tassements différentiels.

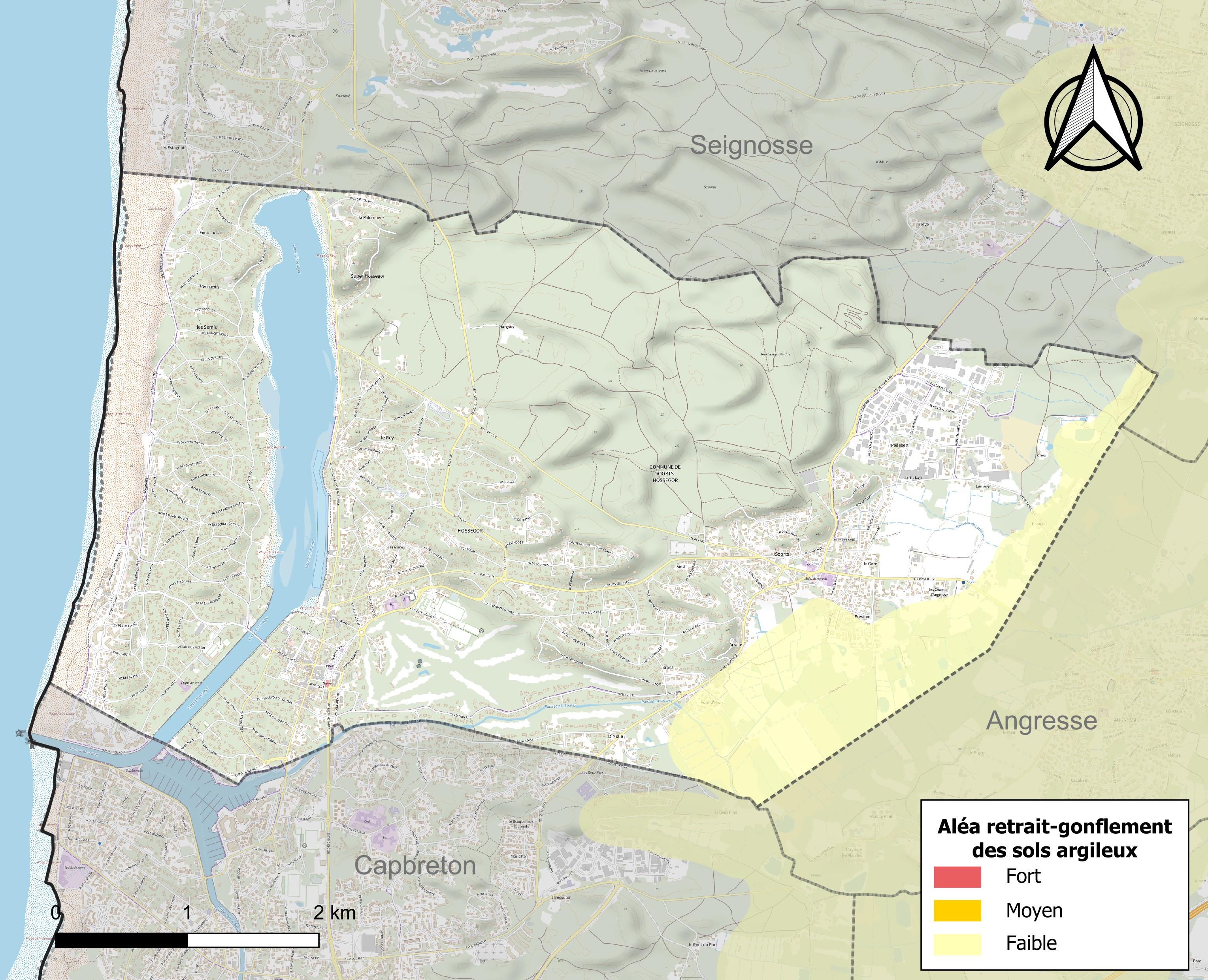
Carte des zones d'aléa retrait-gonflement des sols argileux de Soorts-Hossegor.

Le retrait-gonflement des sols argileux est susceptible d'engendrer des dommages importants aux bâtiments en cas d’alternance de périodes de sécheresse et de pluie. Aucune partie du territoire de la commune n'est en aléa moyen ou fort (19,2 % au niveau départemental et 48,5 % au niveau national). Sur les 3 551 bâtiments dénombrés sur la commune en 2019, aucun n'est en aléa moyen ou fort, à comparer aux 17 % au niveau départemental et 54 % au niveau national. Une cartographie de l'exposition du territoire national au retrait gonflement des sols argileux est disponible sur le site du BRGM,.
Concernant les mouvements de terrains, la commune a été reconnue en état de catastrophe naturelle au titre des dommages causés par des mouvements de terrain en 1999.

## Toponymie
Son nom gascon est Sòrts e Òssagòr.
En 1913, la commune associe à son nom originel de Soorts le toponyme de Hossegor, issu du nom de son lac marin.
La racine de Soorts est sans doute à rapprocher de celle de Sorde, c’est-à-dire avec le verbe gascon sórder ou sordar « sourdre », le toponyme Sorten signifiant « lieu des sources », peut être aussi « des pâturages ».
On compare aussi avec Sor (Ariège, Sort) et Sort-en-Chalosse (Landes) issu du même étymon gascon.
Hossegor est plus obscur : il s'agit peut-être d'un nom aquitanique ou proto-basque, langues largement méconnues, à rattacher aux hydronymes en *-osse, et l'adjectif *gorri, rouge ou sec, « une eau sèche », des marais asséchés donc. René Cuzacq lui préfère une étymologie gasconne, issue du latin fossa « fosse » et gurgitem « gouffre » (allusion au « Gouf de Capbreton »), c'est-à-dire « fosse-gor[ge] ».
Une objection à cette dernière analyse : bien que le f- initial latin s'amuisse en gascon, tout comme en castillan, il est toujours graphié avec un h. Or, ce toponyme est attesté initialement avec la graphie Ossegor sans h[réf. nécessaire].

## Histoire
La station balnéaire d'Hossegor est lancée au début du XXe siècle, entre la bourgeoise et bordelaise Ville d'Hiver d'Arcachon au nord et l'aristocratique et internationale Biarritz au sud. Débutant quelques années avant l'instauration des congés payés en France, elle attire dans ses premiers temps une clientèle aisée, principalement issue du monde littéraire et intellectuel parisien. L'un des premiers à en faire son lieu de villégiature est l'écrivain J.-H. Rosny jeune en 1903, suivi de Paul Margueritte en 1909. D'autres personnalités leur emboîtent le pas, comme Charles Derennes en 1913, puis Maxime Leroy, Gaston Chérau, Pierre Benoit, Tristan Derème ou encore Léon Blum avant 1920. L'écrivain régionaliste Serge Barranx contribue à créer le mythe d'une « école littéraire d'Hossegor » dans son chapitre de l'ouvrage collectif Nos Landes, édité en 1927. Après la Seconde Guerre mondiale et jusqu'à la fin des années 1950, la fréquentation sera principalement le fait de la bourgeoisie du grand Sud-Ouest et de Paris, alliant industriels, universitaires et médecins,, dont notamment Anne Pingeot et François Mitterrand.
À partir des années 1920, les programmes immobiliers accompagnent le développement touristique de la station, adoptant le style néobasque, dans une forme d'urbanisme qualifiée de « cité-parc ». Certains architectes de l'époque deviennent renommés et se lancent dans de nombreux projets architecturaux. Vers le début des années 1930, les frères Gomez construisent la place des Landais, premier aménagement du front de mer de la commune. Ce front de mer est très original pour l'époque : en effet, les deux architecte adeptes du style architectural néobasque construisent des villas alignées dites « en bande ».
Certains hôtels sont construits à cette époque : 
- Les Hortensias du Lac, hôtel de luxe quatre étoiles donnant vue sur le lac marin,
- l'Hôtel du Parc, dessiné par les frères Gomez donnant sur le lac
- et le Mercedes, hôtel trois étoiles près du centre-ville avec vue sur le canal.

Le Sporting Casino, attirant une clientèle élégante et fortunée, est bâti dans ces années-là.  C'est un véritable complexe sportif avec sa piscine, ses terrains de tennis, son mini-golf et un fronton. Aujourd'hui, il accueille des expositions diverses, un restaurant et un casino.
Des particuliers fortunés font alors construire des villas spacieuses près du lac et du golf dans le style architectural de rigueur.
À partir de la fin des années 1990, des villas ultra-modernes ont été construites dans la station.

## Héraldique
| Blason | Blasonnement : D'argent à l'écureuil contourné de gueules tenant une noisette du même. |

## Politique et administration

### Liste des maires
| Période                                  | Période        | Identité           | Étiquette | Qualité                                  |
| ---------------------------------------- | -------------- | ------------------ | --------- | ---------------------------------------- |
| Les données manquantes sont à compléter. |                |                    |           |                                          |
| 1935                                     | avril 1972     | Alfred Eluère      | Rad.      | Promoteur immobilier                     |
| avril 1972                               | mars 1983      | Jean-Claude Weber  | DVD       |                                          |
| mars 1983                                | septembre 1987 | Guy Cotis          |           |                                          |
| septembre 1987                           | avril 1992     | Jean-Claude Weber  | DVD       |                                          |
| avril 1992                               | mars 2008      | Pierre Dussain     |           |                                          |
| mars 2008                                | mars 2014      | Xavier Soubestre   | DVG       | Médecin                                  |
| mars 2014                                | 2020           | Xavier Gaudio      | UMP - LR  | Directeur général Labeyrie international |
| 2020                                     | En cours       | Christophe Vignaud |           |                                          |

## Démographie
| 1793 | 1800 | 1806 | 1821 | 1831 | 1836 | 1841 | 1846 | 1851 |
| ---- | ---- | ---- | ---- | ---- | ---- | ---- | ---- | ---- |
| 197  | 177  | 217  | 224  | 246  | 247  | 266  | 268  | 294  |

| 1856 | 1861 | 1866 | 1872 | 1876 | 1881 | 1886 | 1891 | 1896 |
| ---- | ---- | ---- | ---- | ---- | ---- | ---- | ---- | ---- |
| 290  | 308  | 363  | 351  | 339  | 381  | 386  | 414  | 421  |

| 1901 | 1906 | 1911 | 1921 | 1926 | 1931 | 1936 | 1946  | 1954  |
| ---- | ---- | ---- | ---- | ---- | ---- | ---- | ----- | ----- |
| 386  | 401  | 400  | 404  | 498  | 921  | 979  | 1 175 | 1 358 |

| 1962  | 1968  | 1975  | 1982  | 1990  | 1999  | 2006  | 2008  | 2013  |
| ----- | ----- | ----- | ----- | ----- | ----- | ----- | ----- | ----- |
| 1 755 | 2 071 | 2 248 | 2 544 | 2 829 | 3 292 | 3 586 | 3 672 | 3 826 |

| 2018  | 2022  | - | - | - | - | - | - | - |
| ----- | ----- | - | - | - | - | - | - | - |
| 3 459 | 3 669 | - | - | - | - | - | - | - |

## Lieux et monuments

### Patrimoine religieux
- Église Saint-Étienne de Soorts.
- Église Sainte-Trinité de Hossegor.
- Chapelle Notre-Dame-des-Dunes de Soorts-Hossegor.

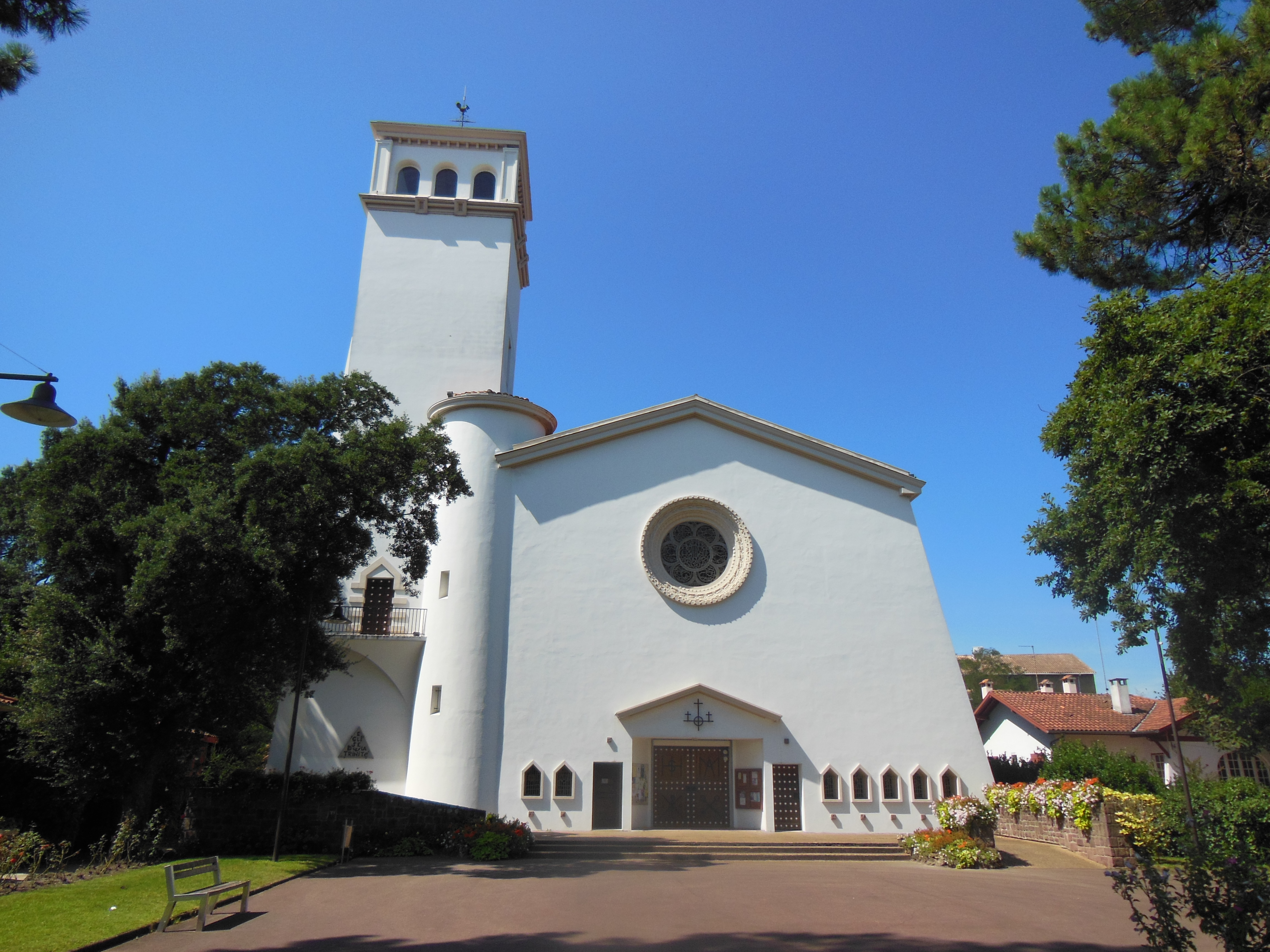
Église Sainte-Trinité de Hossegor.
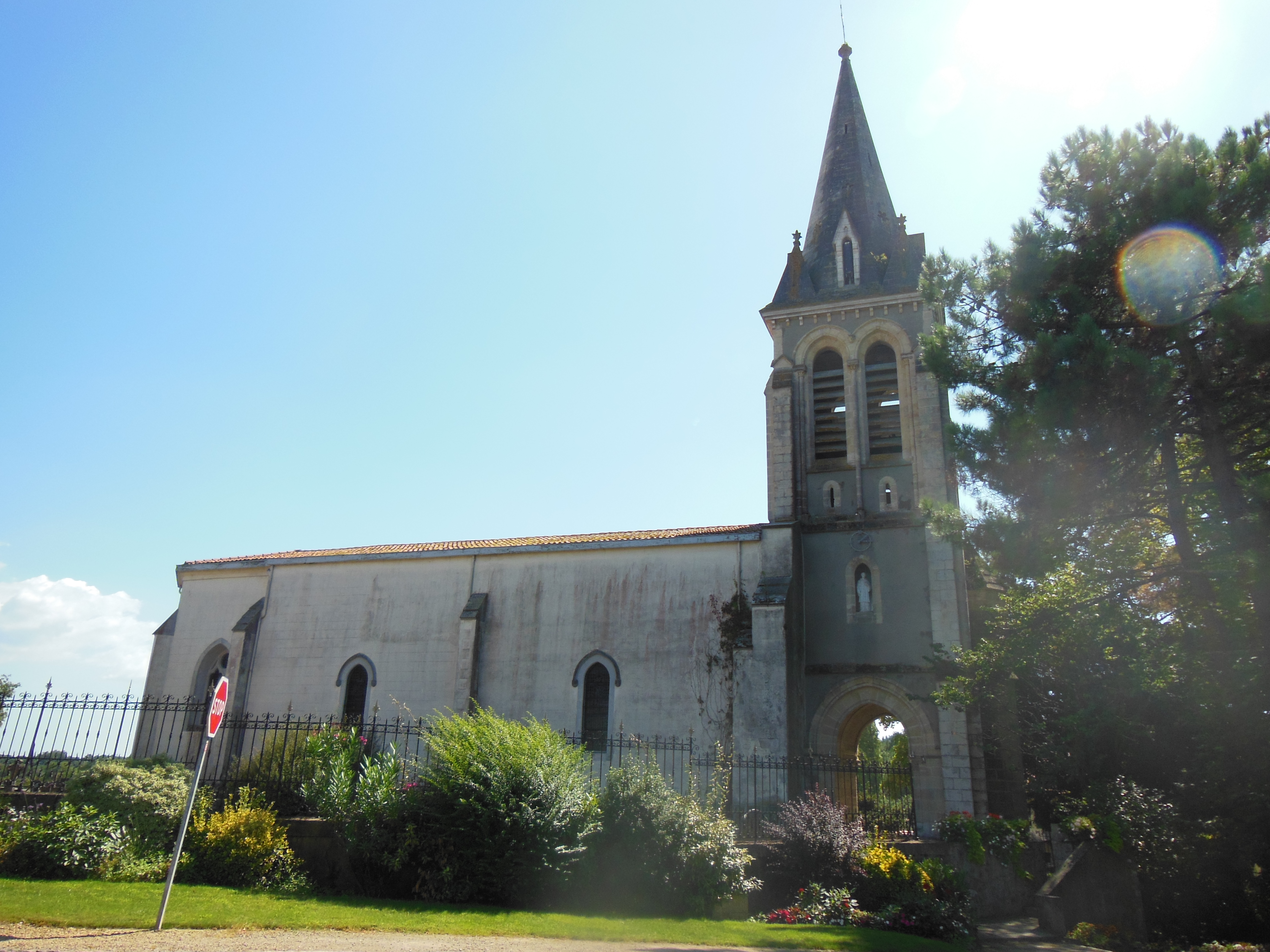
Église Saint-Étienne de Soorts.
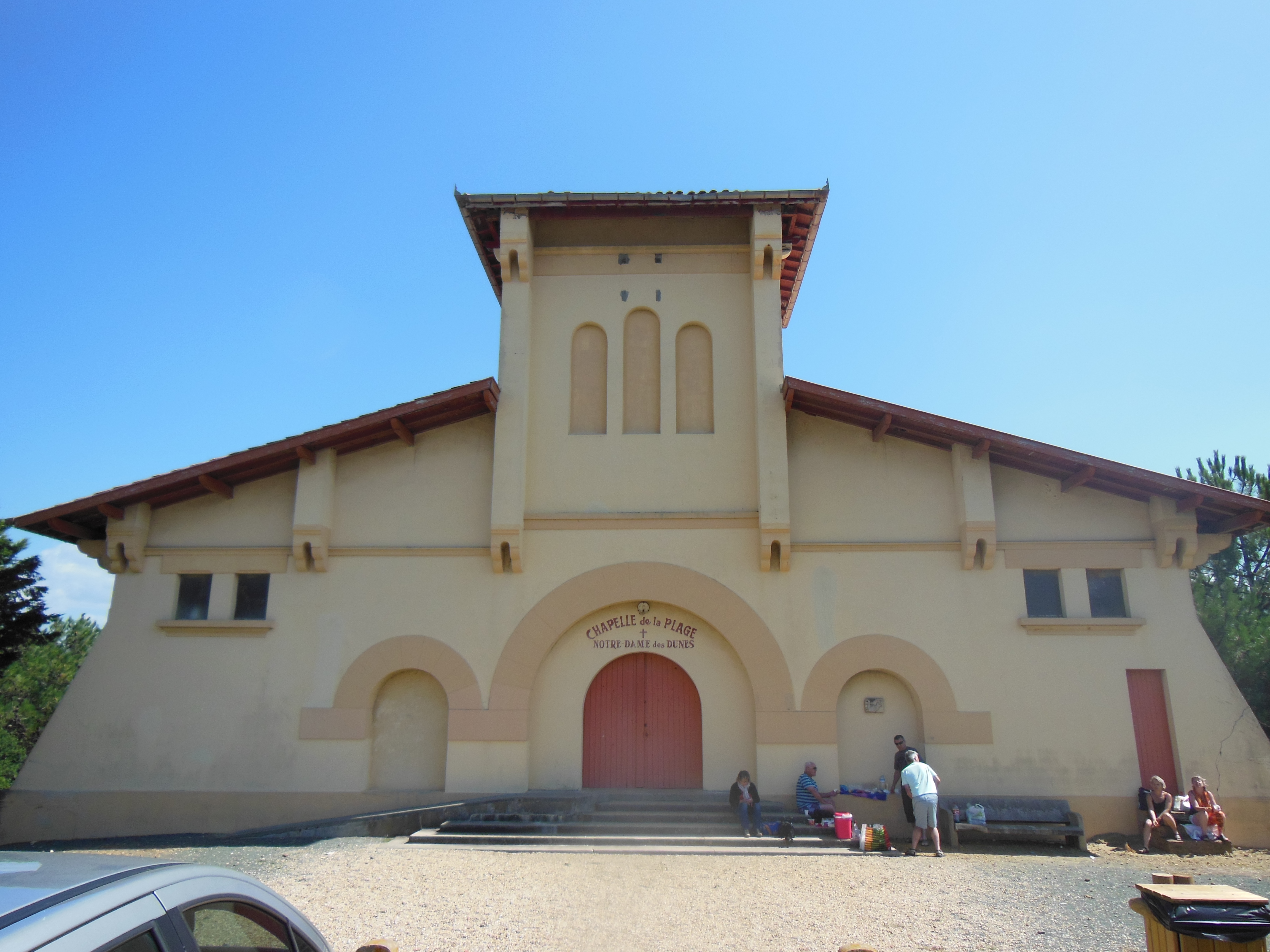
Chapelle Notre-Dame-des-Dunes de Soorts-Hossegor.

### Autre patrimoine
- Sporting Casino, inscrit au titre des Monuments historiques par arrêté du 18 décembre 1991[36].
- Façades basco-landaises.
- La Grande Vague est une peinture murale réalisée par Dominique Antony. Elle domine l'aménagement des dunes et la promenade de bord d'océan.

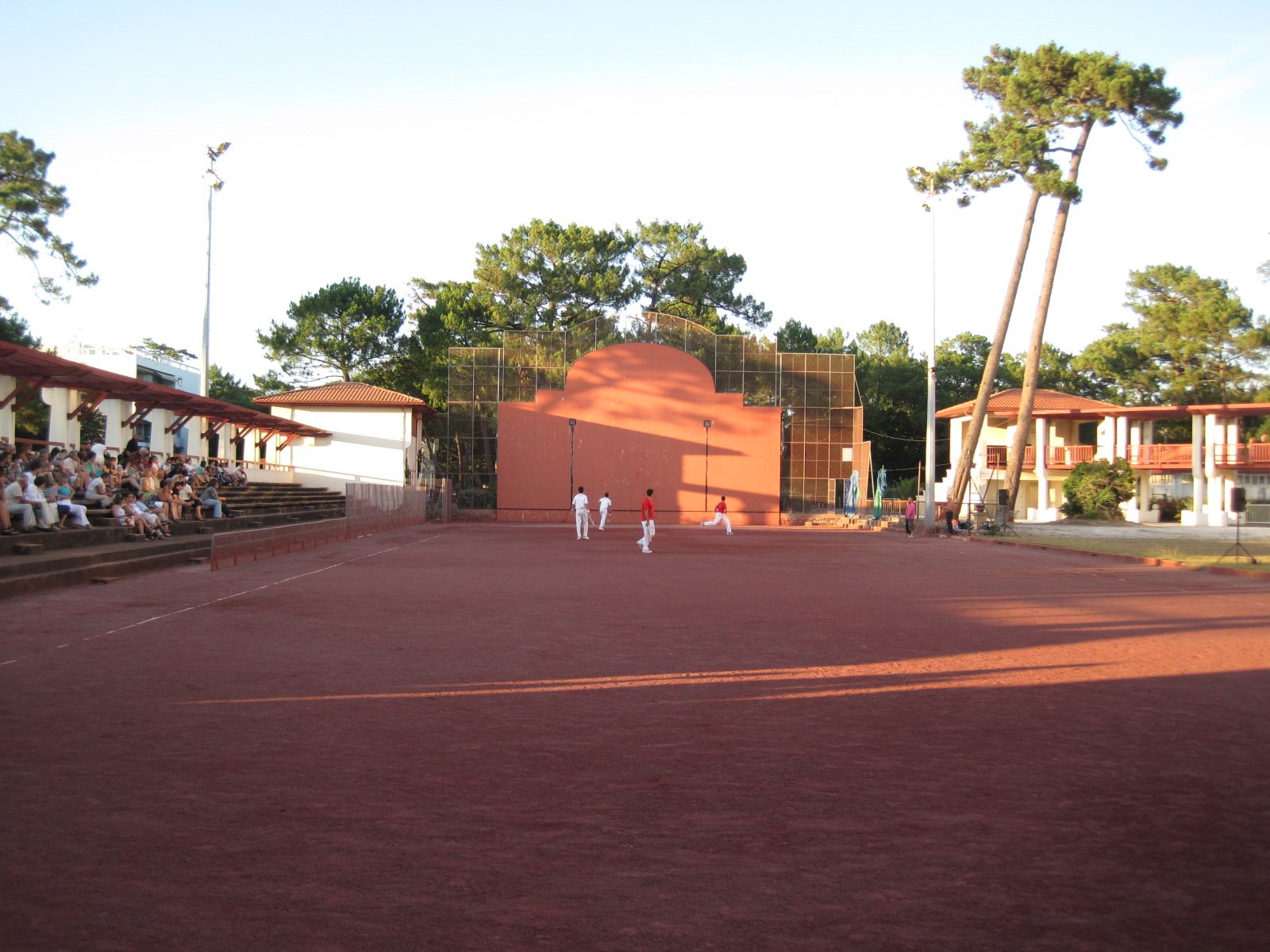
Terrain de pelote basque du Sporting Casino.
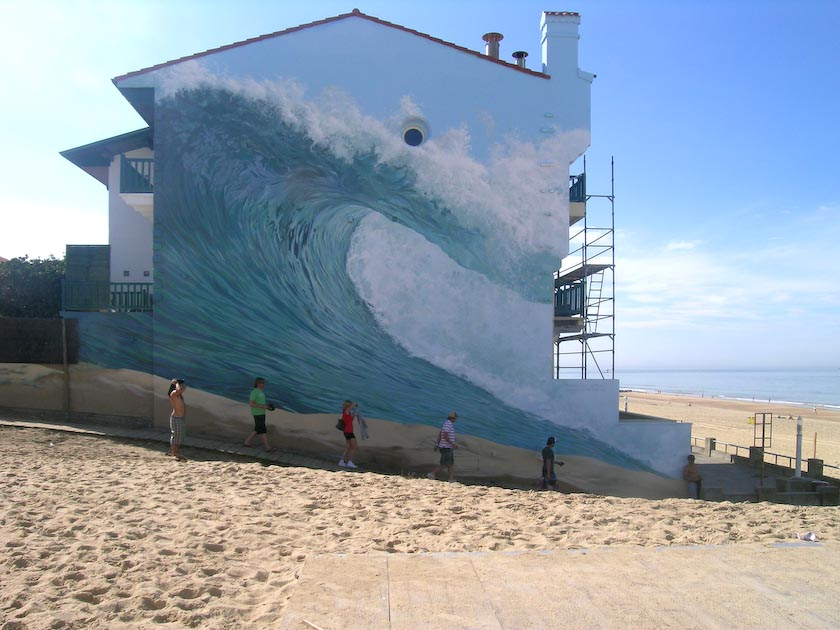
La Grande Vague, hommage à l'océan et au surf. Peinture murale de Dominique Antony.

### Patrimoine environnemental
- Le lac d'Hossegor est un lac marin (c'est-à-dire un lac où l'eau de mer entre et sort avec les marées).

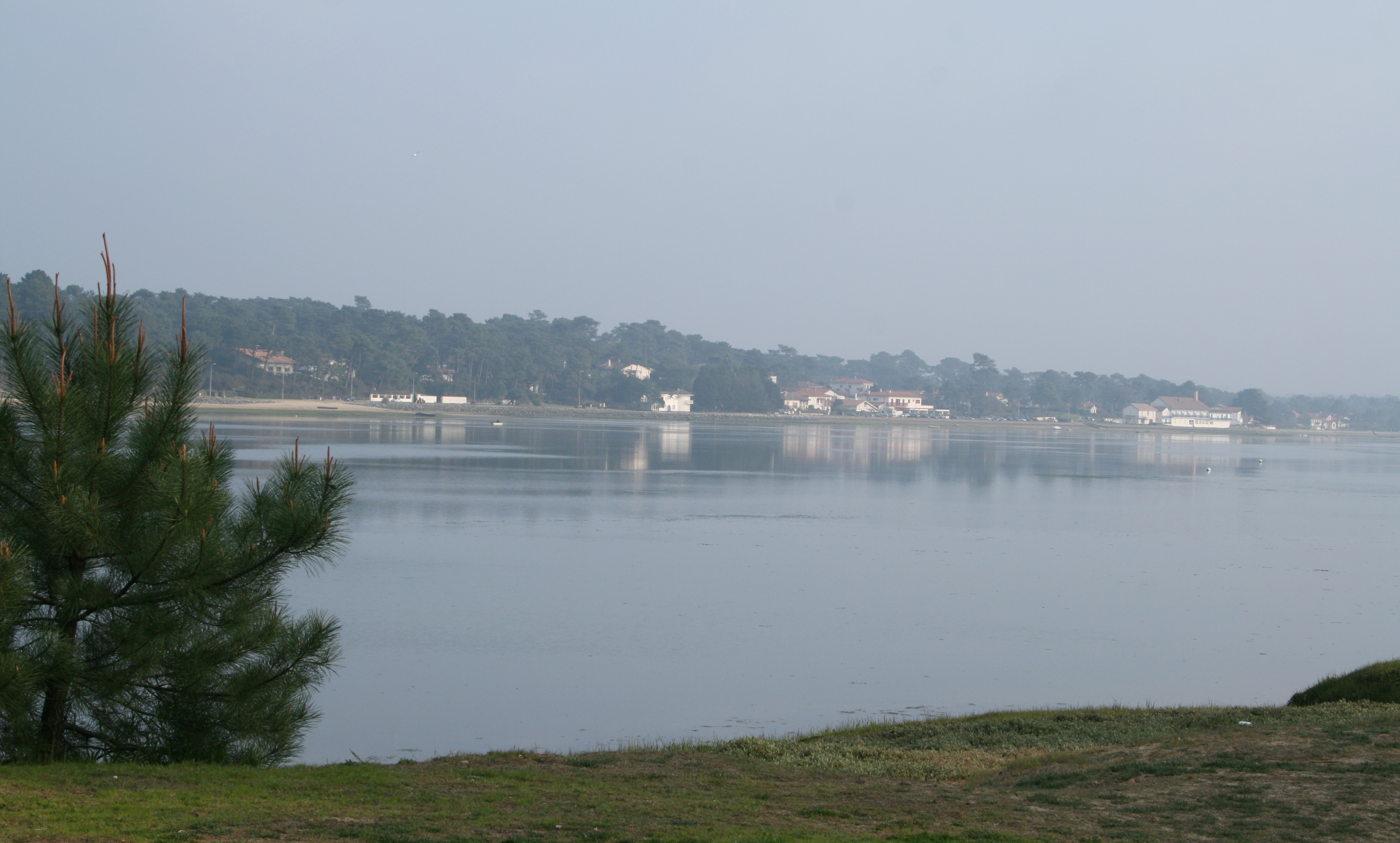
Lac d'Hossegor.
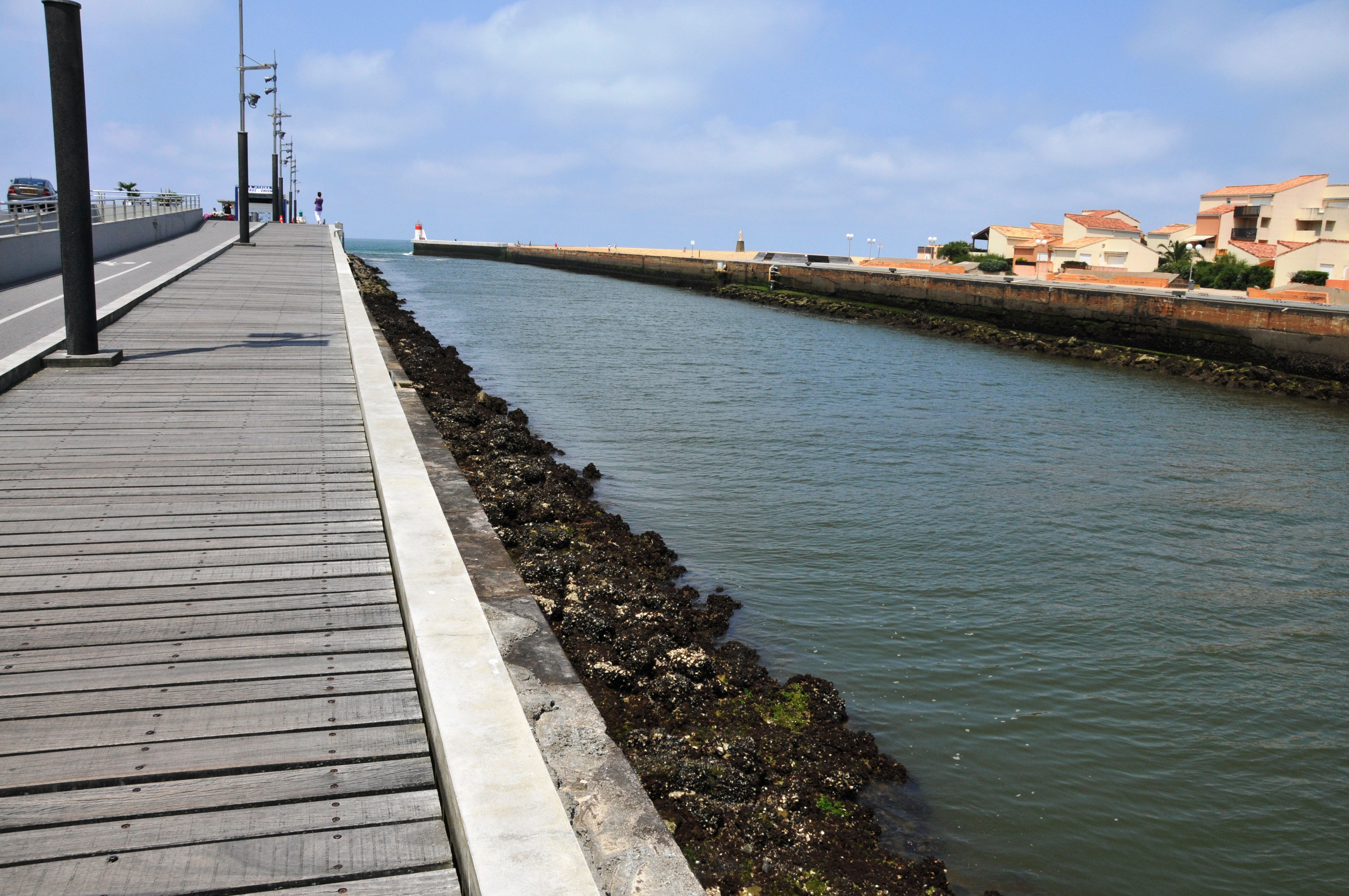
Passe du Boucarot (Capbreton), vue vers l'océan.
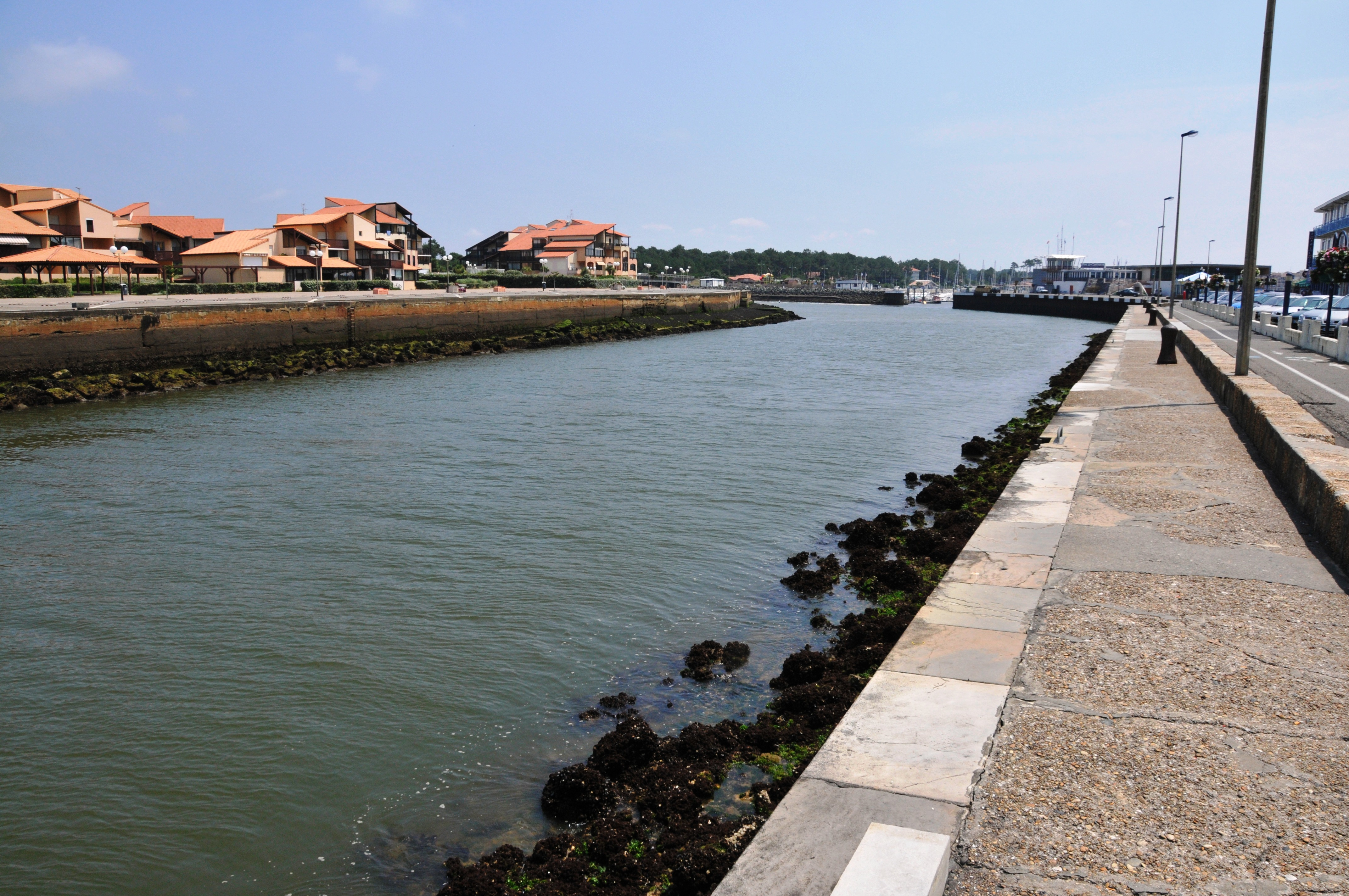
Passe du Boucarot (Capbreton), vue vers le port.
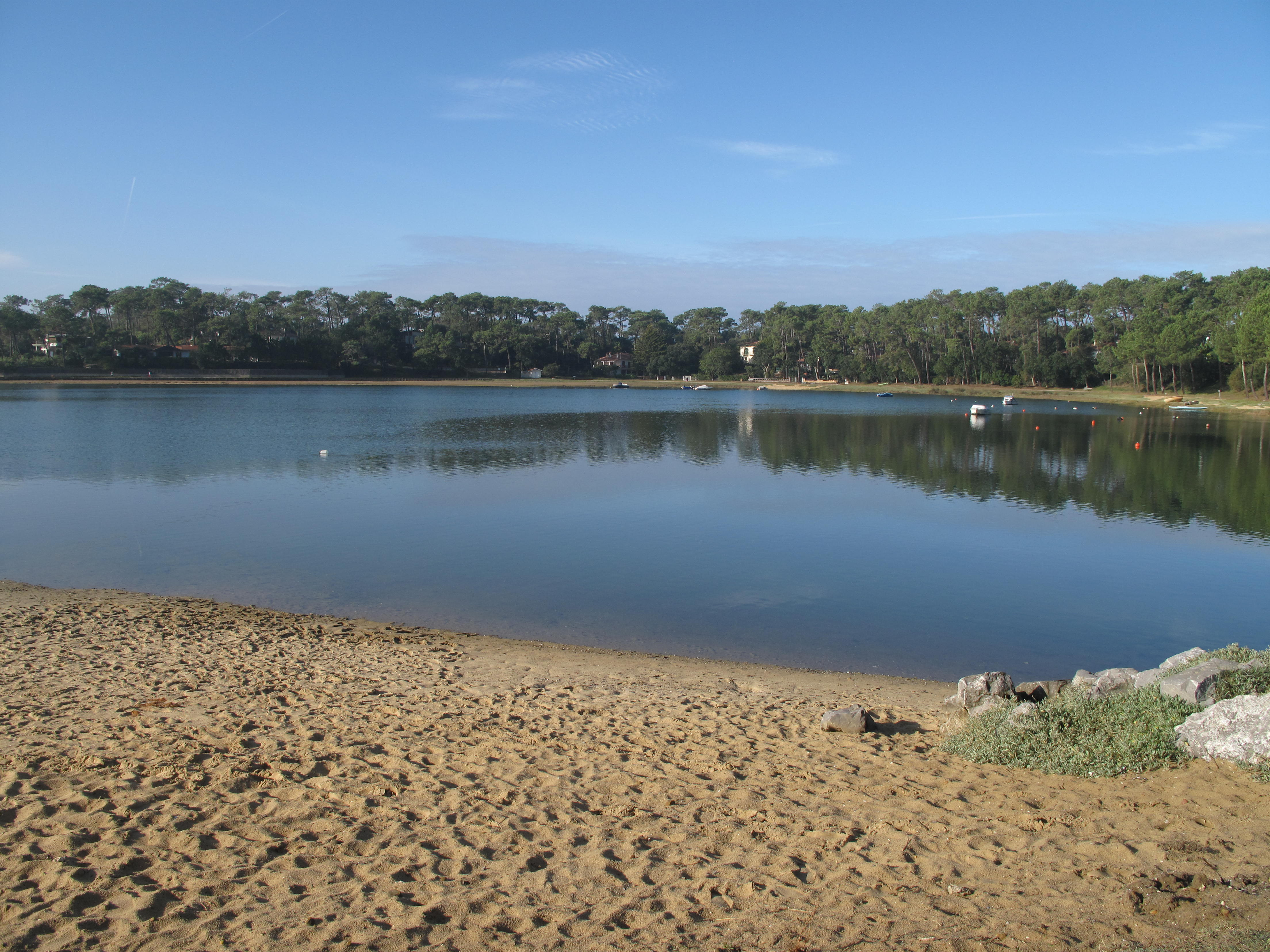
Le lac.

## Personnalités liées à la commune

### Personnalités natives d'Hossegor
- Annette Tison, créatrice des Barbapapa, est née à Hossegor en 1942. Son père, Henri Tison (1901-1972), maître d’œuvre talentueux, est l'un des artisans majeurs de la construction de la station balnéaire d'Hossegor, dans l’entre-deux-guerres. Il agrandit notamment, à plusieurs reprises, l'Hôtel de voyageurs dit Hôtel Primerose, en 1938 et 1939.
- Tania Young, présentatrice de la météo sur France 2, est née dans cette commune.

### Personnalités résidentes d'Hossegor
De nombreuses personnalités de la politique, du sport ou du monde du spectacle, ont choisi Hossegor comme villégiature :
- Françoise Sagan (1935-2004), romancière, passa ses vacances, jeune fille, à la villa Loïla, près du golf.
- Suzanne Labatut, peintre régionaliste ayant élu domicile à Hossegor au début des années 1920. Elle a offert à l'église d'Hossegor une crèche qu'elle a réalisée. De même un chemin de croix de l'artistet est dans la chapelle Sainte Thérèse à Labenne. Elle a décoré le Sporting Casino et un pavillon landais[pas clair]. Elle fit construire avec sa sœur une villa basco-landaise, aujourd'hui classée, au bord du canal,
- André Boniface, rugbyman.
- Francis Cabrel, dont la chanson Hors saison est inspirée par Hossegor en hiver.
- Gérard Lenorman.
- Virginie Ledoyen.
- Alfred Eluère.
- le coureur Michel Jazy.
- Alain Juppé, politicien, possède une villa sur le lac.
- François Mitterrand, ancien président de la République, fit édifier sa résidence secondaire près du golf où il aimait passer ses vacances.
- Claude Cheysson.
- Lucien Baroux, qui sera même conseiller municipal de la ville.
- Guillaume Grand, chanteur, habite Hossegor à l'année.
- Tom Frager, chanteur.
- Olivier Roumat, ancien international de rugby de 1989 à 1996 qui aujourd'hui est gérant d'un restaurant et d'un hôtel à Hossegor. Il y habite à l'année.
- Olivier Magne, ancien joueur de rugby à XV puis entraîneur du CA Brive.
- L'architecte Victor Auclair a construit de nombreuses villas à Hossegor, où il a vécu à la fin de sa vie et où il est mort en 1928.
- Le metteur en scène Éric Lartigau (auteur de La Famille Bélier).
- Paul Saint-Martin, maître d'hôtel et cuisinier de renom, gérant de l'hôtel du Lac dans les années 1930

## Sports

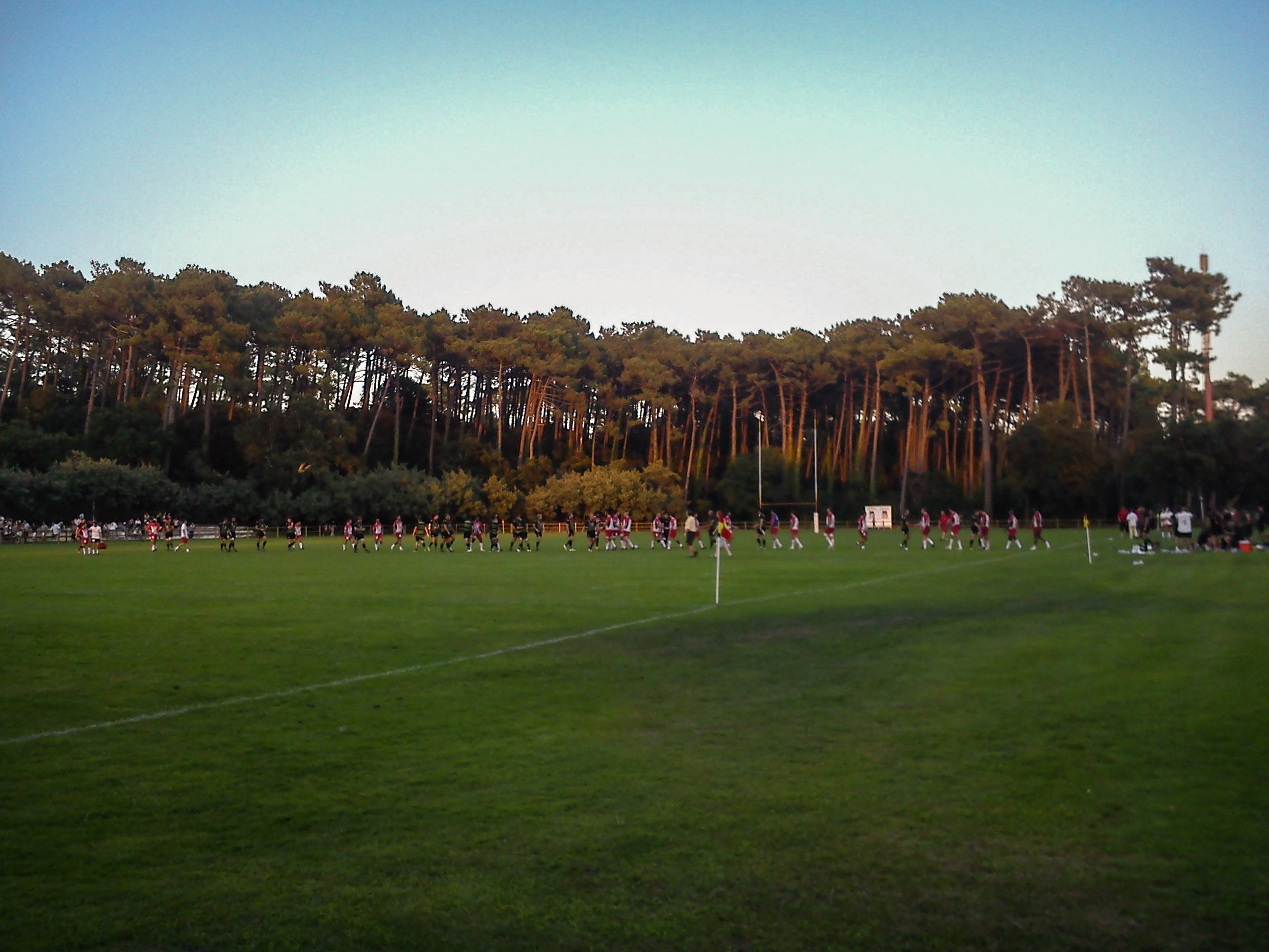
Stade municipal de Soorts-Hossegor.

Tous les ans, début octobre, les plus grands surfeurs du monde se retrouvent sur les spots d'Hossegor pour disputer une épreuve de qualification pour les championnats du monde pro : le Quiksilver Pro France. La Fédération française de surf a choisi d'implanter son siège à Hossegor.
Un autre évènement de la station a lieu lors du week-end pascal, il s'agit d'une braderie de vêtements « esprit surf » ; plus de 100 000 personnes se retrouvent à la zone artisanale où sont implantés les sièges européens de marques comme Rip Curl et Billabong.
Jusqu'en 2019, Hossegor accueillait en hiver une compétition d'enduro qui permettait à 800 motards (moto-cross, quads) de s'affronter sur la plage emblématique de la Centrale. Le site choisi, celui d'une immense plage de sable fin avec son biotope, son profil, la problématique de la fixation et la stabilité du trait de côte, l'accélération de l'ensablement du lac marin voisin ont pesé dans la décision de ne pas pérenniser cette épreuve.
Chaque été se déroule aussi le Grand Prix des Landes de golf sur le golf d'Hossegor, le premier week-end d'août, où chaque année s'affrontent les meilleurs joueurs français et espagnols. Le Golf club d'Hossegor est en première division nationale aussi bien en golf masculin que féminin.
- Rugby à XV
  - L'« entente Capbreton-Hossegor rugby (CHR) » qui issu de la fusion, en 2011, de l'US Capbreton et de l'AS Hossegor, qui évolue en Promotion Honneur.
    - Entente Capbreton-Hossegor :
      - Champion de France 1re série : 2013

    - US Capbreton

  - 1977, champion de France 1re série de rugby à XV en battant l'US Crest, 3 à 0.
  - 2011, l'US Capbreton a été finaliste du championnat de France Honneur de rugby à XV[37].
    - AS Hossegor
      - Champion de France 2e série : 1965 et 1970

## Manifestations culturelles ou sportives
- Ronde des sables (course de moto Enduro sur la plage), en janvier
- Salon du livre, en juillet
- Colloque annuel organisé par l'association littéraire des Amis du lac d'Hossegor[38]
- Latinossegor (festival de musique et danse latino), dernier week-end d'août/premier week-end de septembre
- Little Festival (festival de musique électronique et street art), première semaine d'août (2017)[39]
- Quiksilver Pro France (Épreuve des championnats du monde de surf (WCT)
- Roxy Jam depuis 2014 (surf féminin)
- Festival de cerfs-volants, en octobre
- Mot&Arts (festival moto et arts), en septembre depuis 2015[40]

## Galerie

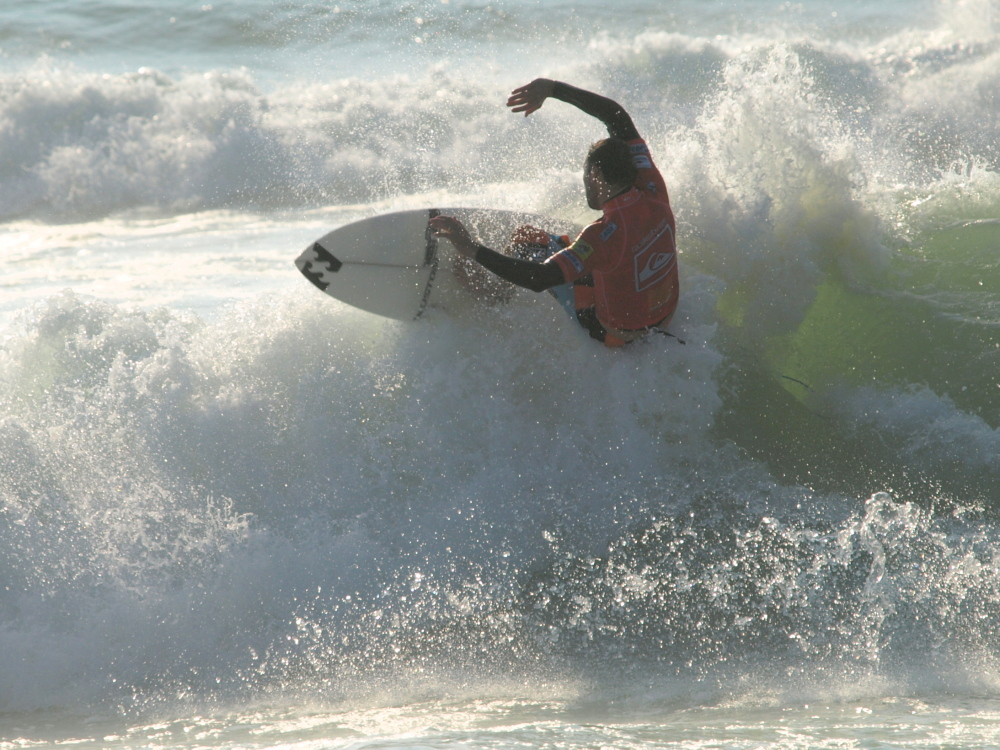
Quiksilver Pro.
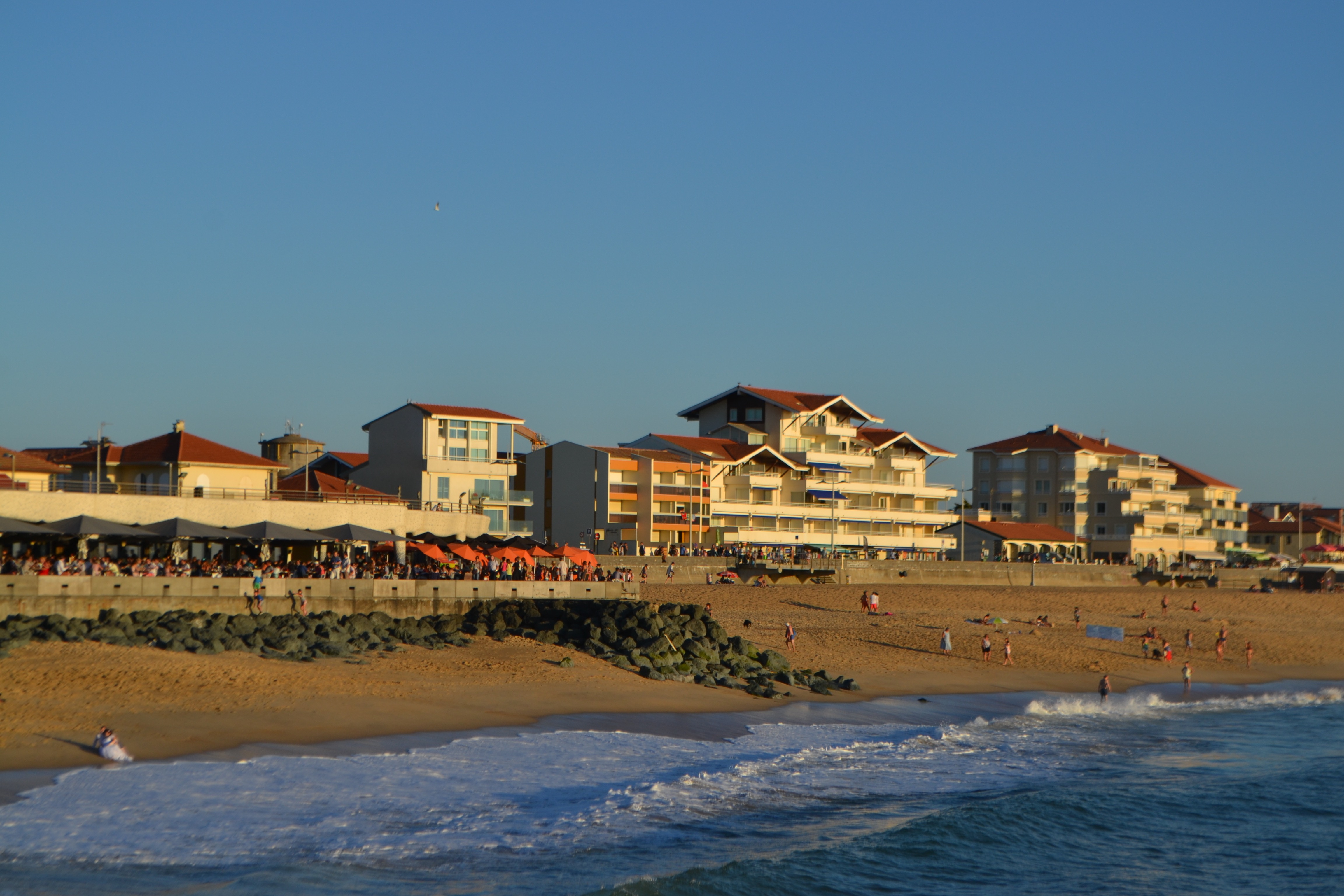
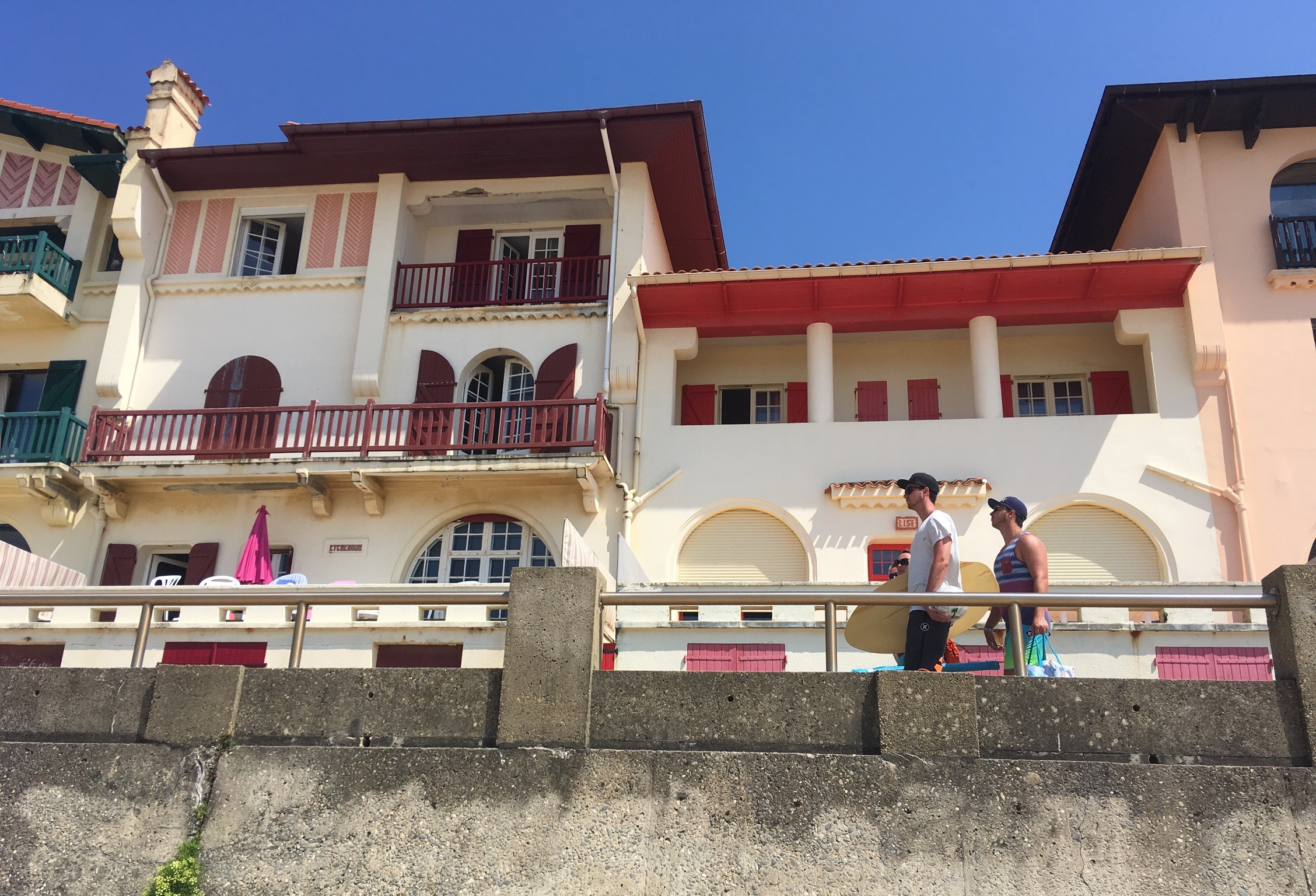
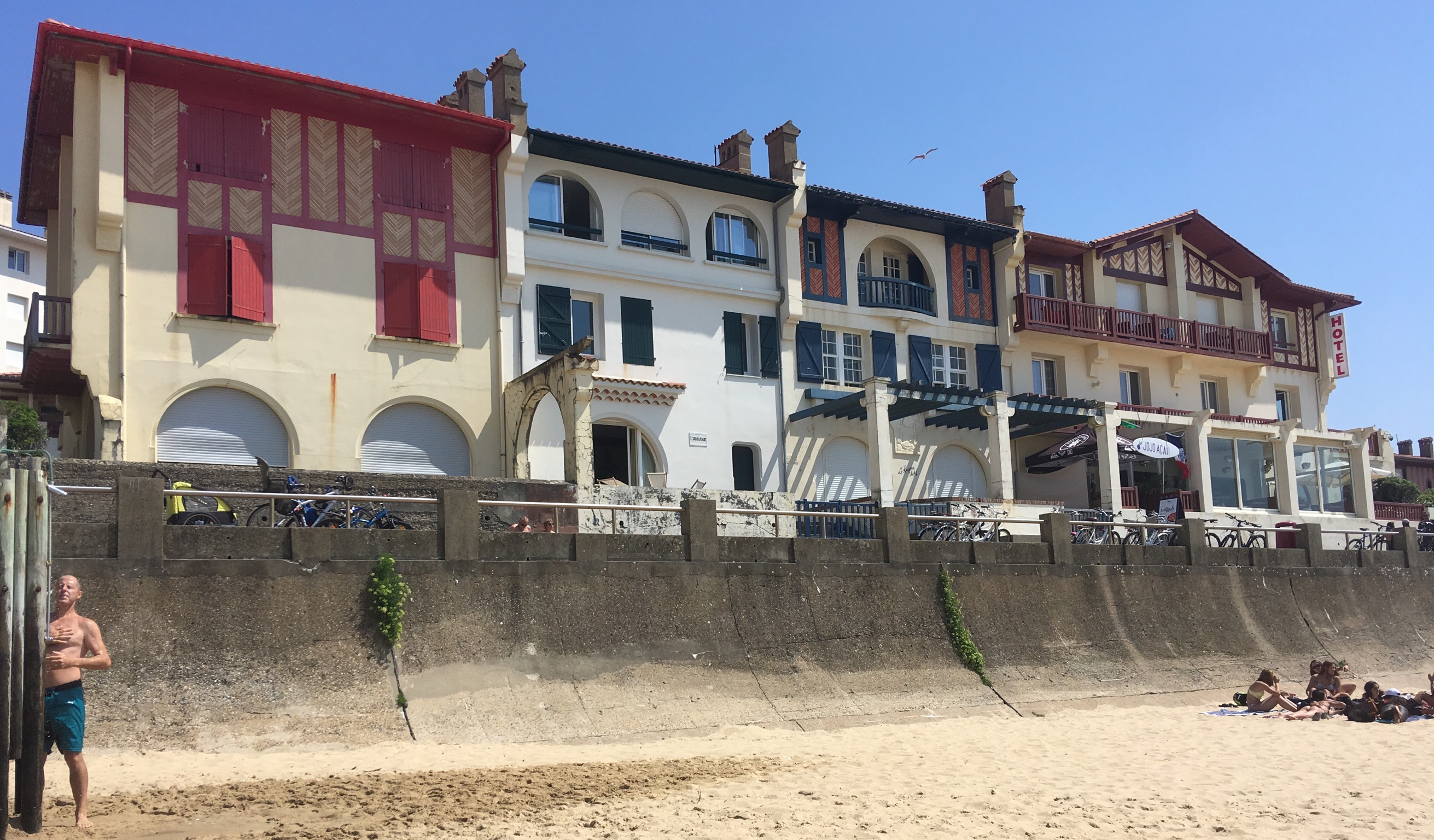
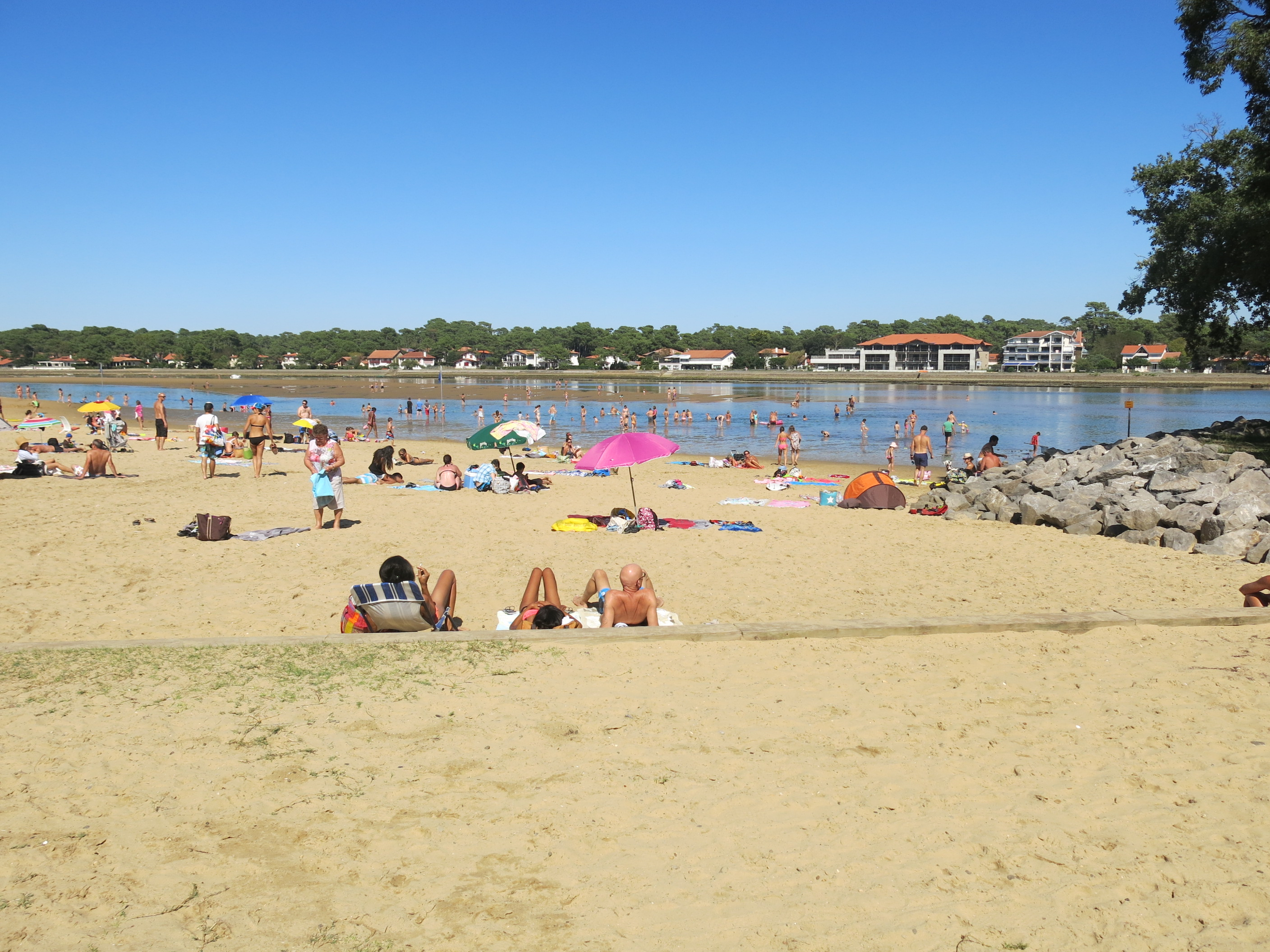
Plage des Chênes.
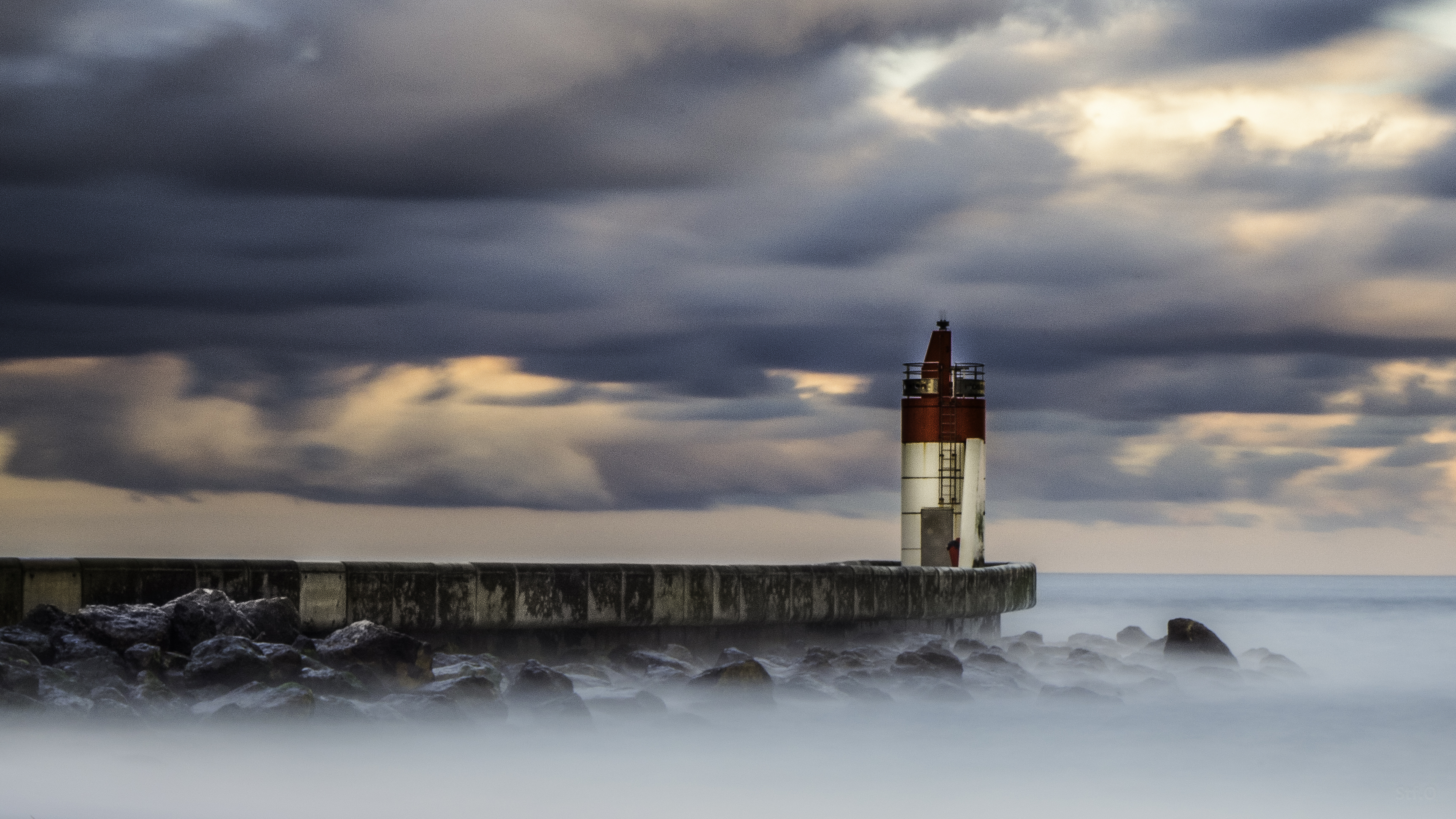
Le phare.
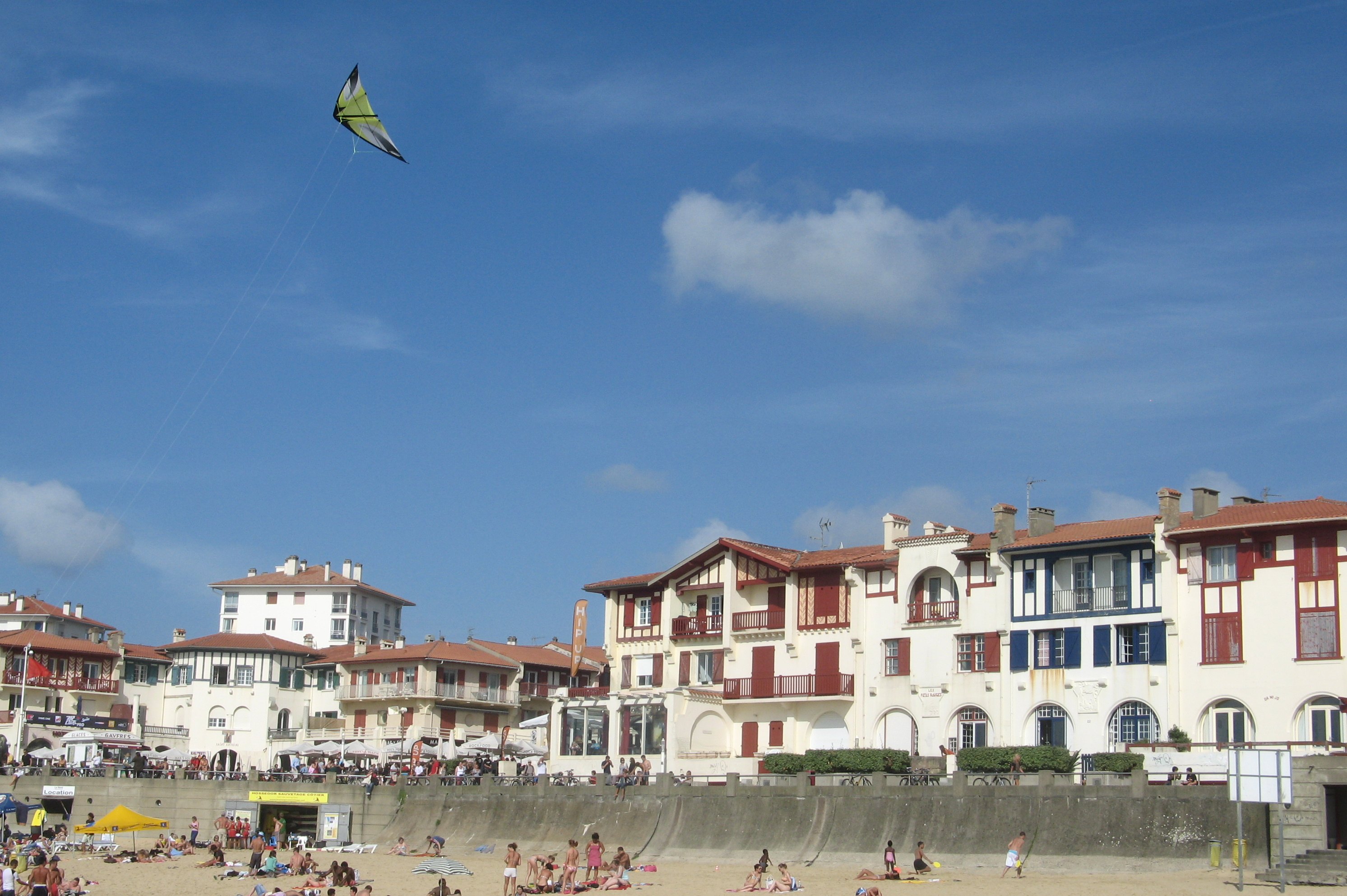
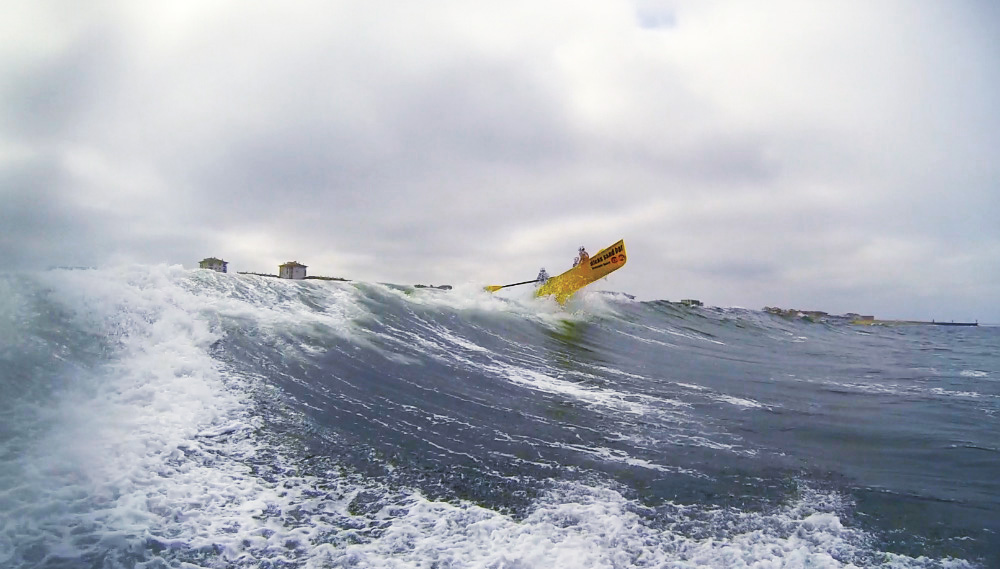